# Slohový útvar
Slohovým útvarem se nazývá konkrétní, vyhraněný typ jazykového projevu. Každý takový útvar je uspořádán podle určitých pravidel a má své charakteristické rysy. 
Rozlišují se podle:
- postupů, na kterých jsou založeny
- funkčního stylu, ve kterém jsou zpracovány
- formy zpracování, a sice je-li písemná či ústní
- počtu mluvčích, vede-li se dialog nebo monolog

Přehled slohových útvarů
Každý slohový útvar je typický pro určitý slohový postup a lze ho prezentovat prostřednictvím různých funkčních stylů. 

## Útvary slohového postupu informačního
- Využívá se funkčního stylu:

- prostěsdělovacího: oznámení, dopis, telegram, běžný hovor
- publicistického: zpráva

- prakticky odborného nebo administrativního publicistického: úřední oznámení, obchodní dopis, formulář, dotazník zprávy, inzerát, reklama, rozhlasové a televizní zprávy

## Útvary slohového postupu vyprávěcího
- Využívá se funkčního stylu:

- prostěsdělovacího: vyprávění příhody, vzpomínky (ústní i písemné - memoáry)

- publicistického: novinová reportáž, črta, rozhlasová a televizní reportáž

- uměleckého: v próze vyprávění se zápletkou (kupříkladu v novele, povídce či románu); klade se důraz na originalitu a působivost

## Útvary slohového postupu popisného
- Využívá se funkčního stylu:

- prostěsdělovacího nebo administrativního: seznam, dotazník či životopis
popisné části ve výkladu
- publicistického: popis v reklamních prospektech, cestopis 
- uměleckého: popis postav, prostředí či jiných objektů jako součásti vyprávění

## Útvary slohového postupu úvahového
- Využívá se funkčního stylu:

- prakticky odborný: diskuse, úvaha

- vědecký: úvaha v odborných publikacích, učebnicích, kritická stať, recenze, odborná diskuse

- publicistický: úvodník, komentář, úvaha, rozhlasová a televizní beseda

- umělecký: úvaha (postoje a city autora) v próze i poezii

## Smíšené útvary
- esej; v tomto útvaru se mísí prostředky odborné a umělecké
- fejeton, umělecká reportáž; v těchto útvarech se mísí prostředky publicistické a umělecké